# 袁智弘
袁智弘（?—?），河東（今山西省运城市）人，武周时代同鳳閣鸞臺平章事（宰相）。
《旧唐书》、《新唐书》没有他的传，《新唐书·宰相世系表》只说他是河東袁氏本出陳郡，没有记载他的祖先。
692年二月廿二，袁智弘被武则天任命为秋官尚書、同鳳閣鸞臺平章事。九月廿二，他和其他的宰相李游道、王璿、崔神基、李元素还有孔思元、任令輝，被酷吏王弘义诬陷。一起流放到了岭南。之后史书没有袁智弘的相关记载，《新唐书·宰相世系表》中称他的孙子袁澣曾兼御史中丞。